# Beli vilenjak
Beli vilenjak ili Belorepi hitri konjic (lat. Orthetrum albistylum) je vrsta vilinskog konjica koji spada u porodicu Libellulidae.

## Opis
je vilinski konjic srednje veličine. Dužina tela kreće se od 45-50 mm, a dužina zadnjeg krila 33-38 mm. Iste je veličine kao O. cancellatum ali abdomen je znatno tanji. Ima crne pterostigme i dve uočljive crne pruge na abdomenu, lateralno. Kod mužjaka bivaju prepokrivene  plavim pokrovom (S(6-)8-10 postaju crne). Upatljiva karakteristika ove vrste jesu beli abdominalni nastavci kod oba pola, pri čemu je kod ženke i S10 bele boje. Na toraksu imaju dve mlečno bele pruge lateralno kao i jednu dorzalno koja se pruža između krila.
Krila su providna sa izduženom i crnom pterostigmom. Ovu vrstu srećemo u niskom letu iznad vode, uz obalu ili kako se odmara na kamenju i pesku blizu vode.

## Rasprostranjenje
se javlja na području centralne i južne Evrope u Kinu i Japan. Distribucija ove vrste je često nerazjašnjena, ali u mnogim oblastima je uobičajena. Ova vrsta nedavno je proširila svoj opseg severno do obale Baltičkog mora u Poljskoj. 
Nađena je na prostoru sledećih država: Albanija; Austrija; Bosna i Hercegovina; Bugarska; Kina; Hrvatska; Češka; Francuska; Nemačka; Grčka; Mađarska; Iran, Islamska Republika; Italija; Japan; Kazahstan; Koreja, Demokratska Narodna Republika; Koreja, Republika; Kirgistan; Makedonija, Bivša Jugoslovenska Republika; Moldavija; Mongolija; Crna Gora; Poljska; Rumunija; Ruska Federacija; Srbija; Slovačka; Slovenija; Švajcarska; Tajvan, provincija Kine; Tadžikistan; Turska; Turkmenistan; Uzbekistan dok se na Kipru smatra izumrlom. 

## Stanište
Naseljava otovrene bare sa malo vegetacije i jezera.

## Biologija i ponašanje
Period leta je od maja do sredine septembra. Mužjaci često miruju na zemlji, nedaleko od vode pri čemu preleću vodenu površinu brzim i kratkim letom.

## Životni ciklus
Nakon parenja koje se odvija u letu, mužjak i ženka se odvajaju i ženka sama polaže jaja dodirujući vodu krajem trbuha ćime oslobađa jaja u vodu. Lareve se razvijaju dve do tri godine, žive i love sakrivene u vodenu vegetaciju, nakon čega se izležu odrasle jedinke. Egzuvije ostavljaju na obalnim biljkama.